# Grand Prix automobile de Belgique 1979
Résultats du Grand Prix de Belgique de Formule 1 1979 qui a eu lieu sur le circuit de Zolder le 13 mai 1979.

## Classement
| Pos  | N° | Pilote                 | Écurie             | Tours | Temps/Abandon      | Grille | Points |
| ---- | -- | ---------------------- | ------------------ | ----- | ------------------ | ------ | ------ |
| 1    | 11 | Jody Scheckter         | Ferrari            | 70    | 1 h 39 min 59 s 53 | 7      | 9      |
| 2    | 26 | Jacques Laffite        | Ligier-Ford        | 70    | +15 s 36           | 1      | 6      |
| 3    | 3  | Didier Pironi          | Tyrrell-Ford       | 70    | +35 s 17           | 12     | 4      |
| 4    | 2  | Carlos Reutemann       | Lotus-Ford         | 70    | +46 s 49           | 10     | 3      |
| 5    | 29 | Riccardo Patrese       | Arrows-Ford        | 70    | +1 min 04 s 31     | 16     | 2      |
| 6    | 7  | John Watson            | McLaren-Ford       | 70    | +1 min 05 s 85     | 19     | 1      |
| 7    | 12 | Gilles Villeneuve      | Ferrari            | 69    | +1 tour            | 6      |        |
| 8    | 9  | Hans-Joachim Stuck     | ATS-Ford           | 69    | +1 tour            | 20     |        |
| 9    | 14 | Emerson Fittipaldi     | Fittipaldi-Ford    | 68    | +2 tours           | 23     |        |
| 10   | 17 | Jan Lammers            | Shadow-Ford        | 68    | +2 tours           | 21     |        |
| 11   | 4  | Jean-Pierre Jarier     | Tyrrell-Ford       | 67    | +3 tours           | 11     |        |
| Abd. | 25 | Patrick Depailler      | Ligier-Ford        | 46    | Accident           | 2      |        |
| Abd. | 20 | James Hunt             | Wolf-Ford          | 40    | Accident           | 9      |        |
| Abd. | 27 | Alan Jones             | Williams-Ford      | 39    | Panne électrique   | 4      |        |
| Abd. | 1  | Mario Andretti         | Lotus-Ford         | 27    | Freins             | 5      |        |
| Abd. | 6  | Nelson Piquet          | Brabham-Alfa Romeo | 23    | Moteur             | 3      |        |
| Abd. | 5  | Niki Lauda             | Brabham-Alfa Romeo | 23    | Moteur             | 13     |        |
| Abd. | 16 | René Arnoux            | Renault            | 22    | Turbo              | 18     |        |
| Abd. | 35 | Bruno Giacomelli       | Alfa Romeo         | 21    | Accident           | 14     |        |
| Abd. | 18 | Elio De Angelis        | Shadow-Ford        | 21    | Accident           | 24     |        |
| Abd. | 30 | Jochen Mass            | Arrows-Ford        | 17    | Sortie de piste    | 22     |        |
| Abd. | 31 | Héctor Rebaque         | Lotus-Ford         | 13    | Transmission       | 15     |        |
| Abd. | 15 | Jean-Pierre Jabouille  | Renault            | 13    | Turbo              | 17     |        |
| Abd. | 28 | Clay Regazzoni         | Williams-Ford      | 1     | Accident           | 8      |        |
| Nq.  | 8  | Patrick Tambay         | McLaren-Ford       |       | Non qualifié       |        |        |
| Nq.  | 24 | Arturo Merzario        | Merzario-Ford      |       | Non qualifié       |        |        |
| Nq.  | 22 | Derek Daly             | Ensign-Ford        |       | Non qualifié       |        |        |
| Nq.  | 36 | Gianfranco Brancatelli | Kauhsen-Ford       |       | Non qualifié       |        |        |

Légende :
- Abd.=Abandon

## Pole position et record du tour
- Pole position : Jacques Laffite en 1 min 21 s 13 (vitesse moyenne : 189,119 km/h).
- Tour le plus rapide : Gilles Villeneuve en 1 min 23 s 09 au 63e tour (vitesse moyenne : 184,658 km/h).

(Les revues et livres spécialisés de l'époque attribuent le record du tour à Jody Scheckter, en 1 min 22 s 39 au 12e tour)

## Tours en tête
- Patrick Depailler : 25 (1-18 / 40-46)
- Jacques Laffite : 12 (19-23 / 47-53)
- Alan Jones : 16 (24-39)
- Jody Scheckter : 17 (54-70)

## À noter
- 8e victoire pour Jody Scheckter.
- 76e victoire pour Ferrari en tant que constructeur.
- 76e victoire pour Ferrari en tant que motoriste.